# الإسبانية اليهودية
الإسبانية اليهودية (Djudeo-espanyol [Ladino]‎ גֿוּדֵֿיאֹו־אֵיסְפַּאנײֹול [לאדִינוֹ] جوديو-إيسپانْيول [لادينو]) لغة يهودية قريبة من اللغة الإسبانية. تحتوي على الكثير من الكلمات المأخوذة من اللغتين الإسبانية واللغة العبرية، على عكس لهجة الحاكيتيا التي تطغى عليها العربية المغربية.
في خلال القرون الوسطى عاش العديد من اليهود في إسبانيا، وهم يهود سفارديون. وقد أرغموا على مغادرة إسبانيا بعد أن حكمت البلاد من قبل المسيحيين، حاملين معهم تلك اللغة إلى البلدان التي عاشوا فيها بعد ذلك. يتحدث اليهود السفارديون اليوم بلغة لادينو في إسرائيل، وتركيا، والبوسنة والهرسك، والولايات المتحدة الأمريكية، وبعض الدول الأخرى. تكتب اللغة بواسطة الأبجدية العبرية.